# Ghiacciaio Debelt
Il Ghiacciaio Debelt (in lingua bulgara: ледник Дебелт, Lednik Debelt) è un ghiacciaio antartico situato nella Penisola Varna, nel settore orientale dell'Isola Livingston, che fa parte delle Isole Shetland Meridionali, in Antartide. 

## Caratteristiche
È situato a sudest del Ghiacciaio Rose Valley e a nordest del Ghiacciaio Panega.
Si estende su una lunghezza di 3 km in direzione est-ovest e 1,5 km in direzione nord-sud; drena i versanti sudorientali delle Vidin Heights andando a confluire nella Moon Bay tra Edinburgh Hill e Helis Nunatak.

## Denominazione
La denominazione è stata assegnata nel 2005 dalla Commissione bulgara per i toponimi antartici in riferimento al villaggio di Debelt, situato nella parte sudorientale della Bulgaria e sorto nel luogo dell'antico insediamento di Deultum. È uno dei toponimi bulgari conferito dalla spedizione Tangra 2004/05 a elementi geografici fino a quel momento  privi di nome.

## Localizzazione
Il ghiacciaio è centrato alle coordinate 62°31′55″S 60°03′46″W.
Rilevazione topografica bulgara sulla base dei dati della spedizione Tangra 2004/05 con mappatura nel 2005 e 2009. 

## Mappe
- L.L. Ivanov et al. Antarctica: Livingston Island and Greenwich Island, South Shetland Islands. Scale 1:100000 topographic map. Sofia: Antarctic Place-names Commission of Bulgaria, 2005.
- L.L. Ivanov. Antarctica: Livingston Island and Greenwich, Robert, Snow and Smith Islands. Scale 1:120000 topographic map.  Troyan: Manfred Wörner Foundation, 2009.  ISBN 978-954-92032-6-4